# Raghadan-Flaggenmast

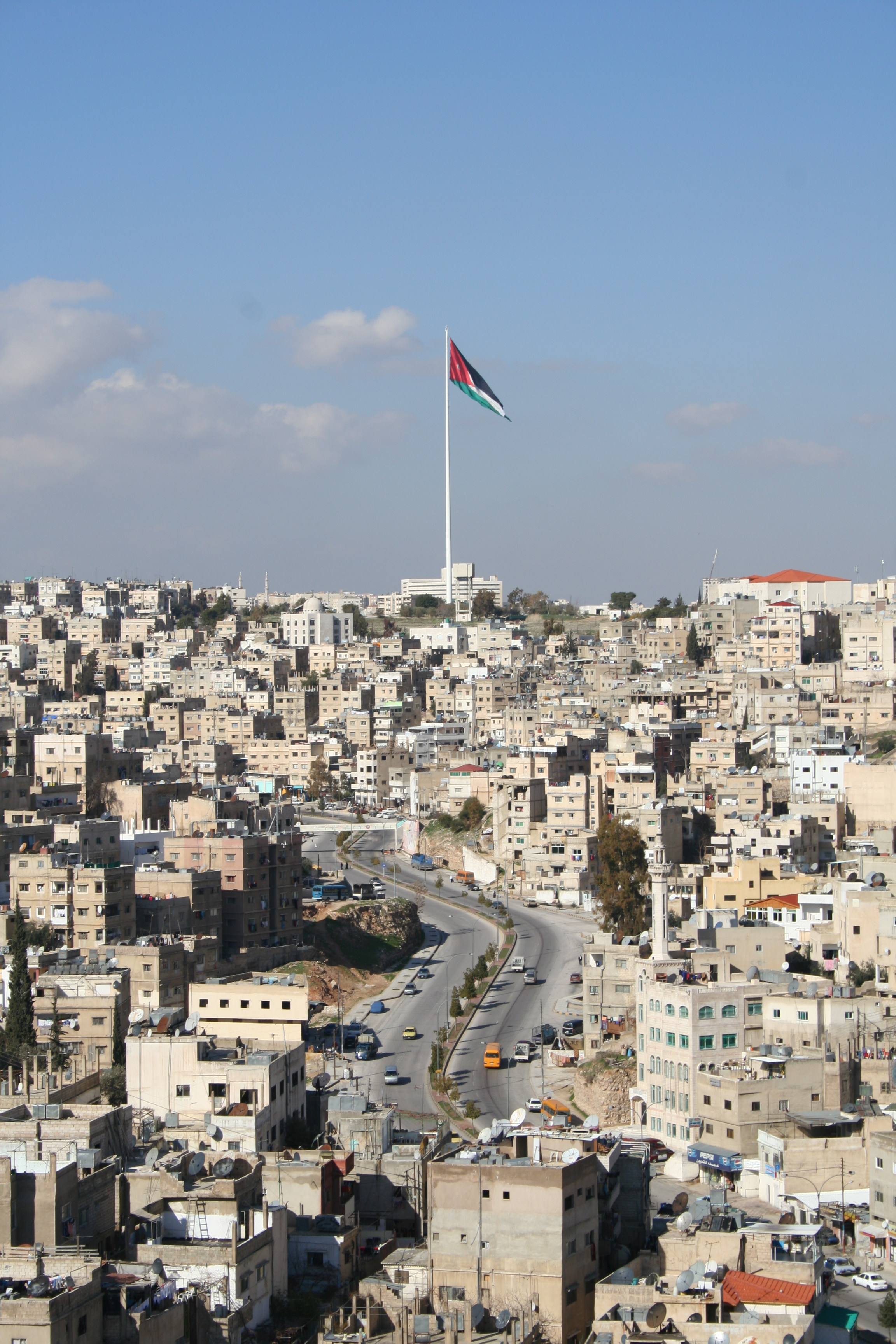
Der Raghadan-Flaggenmast in Amman

Der Raghadan-Flaggenmast (arabisch سارية رغدان, DMG Sāriyat Raġdān) ist mit einer Höhe von 126,8 Metern der siebthöchste freistehende Flaggenmast der Welt. Er steht in der jordanischen Hauptstadt Amman und wurde 2003 fertiggestellt. Es können Flaggen mit einer Fläche von bis zu 1800 Quadratmetern gehisst werden.